# Cristoforo Alasia
Cristoforo Alasia-De Quesada (Sassari, 21 novembre 1869 – Albenga, 19 novembre 1918) è stato un matematico italiano.

## Biografia
Figlio del tenente don Francesco Alasia-Aluffi e di donna Giovanna Francesca De Quesada-Cugia dei Marchesi di S. Saturnino, studiò nelle Università degli Studi di Cagliari, Torino e Roma. Nelle ultime due fu allievo di Enrico D'Ovidio, Giuseppe Peano, Luigi Cremona e Valentino Cerruti.
A causa della morte improvvisa del padre dovette tornare in Sardegna e dedicarsi all'insegnamento. Insegnò nel Regio Ginnasio di Ozieri e nel Regio Ginnasio di Tempio Pausania, infine nel Regio Ginnasio di Albenga. Rimase tuttavia in contatto con la comunità matematica del suo tempo, in particolare con i suoi maestri e con Jules Henri Poincaré, e fu autore di circa 150 pubblicazioni sia didattiche che di ricerca su diversi argomenti (astronomia, geometria, meccanica razionale, storia delle matematiche, ecc.) che gli diedero una certa notorietà anche internazionale
Il suo nome è legato al teorema di Alasia e all'essere stato il fondatore ed il primo direttore della rivista Le Matematiche Pure ed Applicate, Periodico mensile di matematiche pure ed applicate, superiori ed elementari, ad uso dell'istruzione media e superiore, cui contribuirono importanti matematici come Hermite.
Nel 1911 ricevette una medaglia d'oro per una nozione di astronomia dalla Regia Accademia Irlandese di Dublino.
Coniugato con donna Maria Vittoria Guglielmo Pes di Tempio Pausania, ebbero due figlie, Caterina e Giannetta.